# Комінтернівська сільська рада (Кваркенський район)
Комінте́рнівська сільська рада (рос. Коминтерновский сельский совет) — сільське поселення у складі Кваркенського району Оренбурзької області Росії.
Адміністративний центр — селище Комінтерн.

## Населення
Населення — 877 осіб (2019; 1174 в 2010, 1595 у 2002).

## Склад
До складу сільської ради входять:
| Населений пункт   | Населення, осіб (2002) | Населення, осіб (2010) |
| ----------------- | ---------------------- | ---------------------- |
| Комінтерн, селище | 877                    | 655                    |
| Кульма, село      | 373                    | 276                    |
| Новопотоцьк, село | 345                    | 243                    |